# Фактура (музика)
Фактура в музиці – це термін, який описує структуру та спосіб організації музичних елементів у творі. Вона включає в себе:
1. **Гармонічний аспект** – як поєднуються звуки і акорди.
2. **Мелодичний аспект** – як розташовані мелодичні лінії.
3. **Текстурний аспект** – взаємодія між різними голосами або інструментами.
Існує кілька типів фактури в музиці:
1. **Монодія** – одна мелодична лінія без супроводу.
2. **Гомофонія** – домінування однієї мелодії з гармонічним супроводом.
3. **Поліфонія** – декілька незалежних мелодичних ліній, що виконуються одночасно.
4. **Гетерофонія** – одна мелодія виконується кількома голосами або інструментами з незначними варіаціями.
Фактура відіграє важливу роль у створенні загального звукового образу твору та його виразності.
У широкому сенсі — одна зі сторін музичної форми, входить до естетико-філософського поняття музичної форми в єдності з усіма засобами виразності; в більш вузькому і більш вживаному сенсі — конкретне оформлення музичної тканини, музичний виклад.
Термін Фактура  розкривається у зв'язку з поняттям музичний склад. Монодичний склад припускає тільки «горизонтальний вимір» без будь-яких вертикальних відносин. У строго унісонних монодичних зразках (григоріанський спів, знаменний розспів) одноголосна музична тканина і Ф. тотожні. Багата монодична Ф. відрізняє, наприклад, музику східних народів, що не знали багатоголосся: в узбецьких і таджицьких народів маком спів дублюється інструментальним ансамблем за участю ударних, виконуючих усуль. Монодичний склад і Ф. легко переходять у явище, проміжне між монодією і поліфонією, — у гетерофонійний виклад, де унісонний спів у процесі виконання ускладнюється різними мелодико-фактурними варіантами.
Сутність поліфонічного складу — співвіднесеність одночасних мелодійних ліній, самостійний розвиток яких (більш-менш незалежний від виникаючих по вертикалі співзвучань) становить логіку муз. форми. У поліфонічній муз. тканині голоси виявляють тенденцію до функціональної рівноправності, але можуть бути і різнофункціональними. Серед якостей поліфонічної Ф. істотне значення мають щільність і розрідженість («в'язкість» і «прозорість»), які регулюються числом поліфонічних голосів (майстри суворого стилю охоче писали для 8-12 голосів, зберігаючи один тип Ф. без різкої зміни звучності; проте в месах було звичаєм відтіняти пишну поліфонію легким двох- або триголоссям.